# Mirage Media
Mirage Media, wcześniej Mirage Software, Mirage Interactive, System 64 – polski producent i wydawca gier oraz programów komputerowych istniejący w latach 1988–2000.

## Historia
Przedsiębiorstwo powstało z inicjatywy Tomasza Mazura i Tomasza Sychowicza w 1988 roku jako Studio Komputerowe AS, pierwotnie tworząc i sprzedając dokumentację do gier. Na początku lat 90. studio zajmowało się wydawaniem gier i programów na komputery Atari, Amiga, C64 i PC. Pierwszym programem stworzonym przez Mirage była Ortografia na Atari. Tytuły trafiły również do Europy Zachodniej, gdzie ich dystrybucją zajmowało się holenderskie przedsiębiorstwo ANG Software. Później porzuciła starsze platformy i pozostała przy komputerach PC. W latach 1993–1995 miała udział nawet w 20 produkcjach rocznie. W roku 1993 przedsiębiorstwo nawiązało na londyńskich targach European Computer Trade Show kontakt z Codemasters jako jedyny potencjalny polski kontrahent. Mirage stało się dystrybutorem produktów Codemasters na Polskę, dokładając do portfolio niebawem US Gold, Ocean Software, Infogrames, Core Design i Ubisoft. Gry sprzedawano głównie do małych sklepów; portfolio dostępnych wydawców poszerzyło się szczególnie po wprowadzeniu ustawy o prawie autorskim z 4 lutego 1994. W kolejnych latach dołączyli wydawcy, tacy jak Sega PC (dystrybucja wraz ze spółką Bobmark International), Eidos Interactive, Avalon Hill, Silmarils, Studio 3DO, Titus, Krisalis, Millenium i Novalogic.
Podczas wizyty w Przedsiębiorstwie Zagranicznym Karen, jej pracownik, Sławomir Nienałtowski, zaprezentował Mazurowi własny system przyspieszający wczytywanie oprogramowania z kasety. Opracowane przez niego urządzenie, Atari Super Turbo, zostało zgłoszone do Urzędu Patentowego i było sprzedawane przez Mirage, również za granicą. Od 9 maja 1995 roku przedsiębiorstwo było generalnym dystrybutorem konsol Atari Jaguar, Atari Lynx, a później także Atari Jaguar CD w Polsce.
Mirage Media połączyła się ze swoim głównym rynkowym rywalem, IPS Computer Group, w wyniku czego powstała spółka IM Group (później Cenega). Działalność producencka Mirage Interactive była kontynuowana do 2006 r., kiedy to studio przeszło w stan likwidacji.

## Gry wydane i wyprodukowane przez Mirage

### Atari
- Battle Ships
- Kolony
- Mózgprocesor
- Operation Blood
- Roderic
- Bertyx
- Pong
- Bang! Bank!
- Robal, Duch
- Thinker
- Sound Tracker
- Tanks
- Historia Polski
- Raszyn 1809
- Helix
- Atomia
- Axilox
- Midnight
- Tron
- Zbir
- Alchemia
- Caveman
- Pyramid
- Rycerz
- Eureka
- Special Forces
- Dziedzictwo Gigantow
- Magia
- Problem Jasia
- Ship
- Super Fortuna
- Tagalon
- Tusker
- Tank vs Tank (1992)
- Najemnik (1992)
- Whoops
- Władca
- Wyprawy Kupca
- Reverse / Misile Action
- Top Secret
- Jaffar
- Cywilizacja
- Dark Abyss
- Around the Planet
- Janosik
- Technus
- Sexversi
- Książę
- Crypts of Egypt
- Rockman
- Inny Świat
- Starball
- Banzai
- Sexquix

### Amiga
- Franko: The Crazy Revenge (1994)
- Doman – Grzechy Ardana (1995)
- Mistrz Polski Manager '96
- Super TaeKwonDo Master
- Jurajski Sen
- Magiczna Księga
- American Poker
- Atlantyda
- The Last Soldier
- Gate 2 Freedom
- Pechowy Prezent[17]
- Legion (1996, dystrybucja)

### PC
- Imperium Galactica (1994)

- Franko: The Crazy Revenge (1996)
- Świrus (1996)
- Mortyr 2093 – 1944 (1999)
- Another War (2002)
- Snajper (2002)
- Jak rozpętałem drugą wojnę światową: Nieznane przygody Franka Dolasa (2003)
- Mortyr 2: For Ever (2004)
- Trucker (2006)